# Comuna Sărata, Bacău
Sărata (în maghiară Sóspatak; în trecut, Dealu Nou) este o comună în județul Bacău, Moldova, România, formată din satele Bălțata și Sărata (reședința).

## Așezare
Comuna se află în zona centrală a județului, la sud-vest de municipiul Bacău. Este traversată de șoseaua județeană DJ119, care o leagă spre nord-est de Bacău și spre sud de Nicolae Bălcescu, Faraoani, Cleja, Răcăciuni, Gura Văii și Onești (unde se termină în DN11A). La Sărata, din acest drum se ramifică șoseaua județeană DJ119B, care duce spre nord la Luizi-Călugăra, Măgura (unde se intersectează cu DN11), Mărgineni și Hemeiuș (unde se termină în DN15).

## Demografie
Componența etnică a comunei Sărata
     Români (92,16%)
     Alte etnii (0,22%)
     Necunoscută (7,62%)
Componența confesională a comunei Sărata
     Ortodocși (58,48%)
     Romano-catolici (32,92%)
     Alte religii (0,62%)
     Necunoscută (7,98%)
Conform recensământului efectuat în 2021, populația comunei Sărata se ridică la 2.257 de locuitori, în creștere față de recensământul anterior din 2011, când fuseseră înregistrați 1.914 locuitori. Majoritatea locuitorilor sunt români (92,16%), iar pentru 7,62% nu se cunoaște apartenența etnică. Din punct de vedere confesional, majoritatea locuitorilor sunt ortodocși (58,48%), cu o minoritate de romano-catolici (32,92%), iar pentru 7,98% nu se cunoaște apartenența confesională.

## Politică și administrație
Comuna Sărata este administrată de un primar și un consiliu local compus din 11 consilieri. Primarul, Irina Argatu[*], de la Partidul Social Democrat, este în funcție din 2012. Începând cu alegerile locale din 2024, consiliul local are următoarea componență pe partide politice:
|  | Partid                          | Consilieri | Componența Consiliului | Componența Consiliului | Componența Consiliului | Componența Consiliului | Componența Consiliului | Componența Consiliului |
|  | ------------------------------- | ---------- | ---------------------- | ---------------------- | ---------------------- | ---------------------- | ---------------------- | ---------------------- |
|  | Partidul Social Democrat        | 6          |                        |                        |                        |                        |                        |                        |
|  | Partidul Național Liberal       | 3          |                        |                        |                        |                        |                        |                        |
|  | Alianța pentru Unirea Românilor | 1          |                        |                        |                        |                        |                        |                        |
|  | Uniunea Salvați România         | 1          |                        |                        |                        |                        |                        |                        |

## Istorie
Componența etnică a comunei Dealu Nou (actual Sărata) după recensământul populației din anul 1899.
     Români (60%)
     Maghiari (39,6%)
     Evrei (0,1%)
     Armeni (0,4%)
La sfârșitul secolului al XIX-lea, comuna purta numele de Dealu Nou, făcea parte din plasa Bistrița de Jos a județului Bacău și era formată din satele Dealu Nou, Pietricica, Tazu, Bărzulești, Coman, Găidariu, Sărata și Talpa, având în total 1517 locuitori, din care 910 români, 600 maghiari, 6 armeni și un evreu, ce trăiau în 400 de case. În comună funcționau două biserici ortodoxe și trei catolice. În 1931, comuna a luat numele de Sărata, după noul sat de reședință, și era formată din satele Bălțata de Jos, Bălțata de Sus, Chiștea, Dealu Nou, Sărata și Talpa.
În 1950, comuna a trecut în administrarea raionului Bacău din regiunea Bacău. În 1968, ea a revenit la județul Bacău (reînființat), dar a fost desființată, satele ei trecând la comuna Nicolae Bălcescu; tot atunci, au fost desființate satele Talpa și Dealu Nou (comasate cu satul Sărata). Comuna a fost reînființată în 2004, prin desprinderea satelor Sărata și Bălțata din comuna Nicolae Bălcescu.